# Nakennosvombat
Nakennosvombat (Vombatus ursinus) är ett pungdjur i familjen vombater och placeras som ensam art i släktet Vombatus. Arten har ett stort utbredningsområde i östra och södra Australien och på Tasmanien.

## Utseende
Som namnet antyder saknar nakennosvombaten hår vid nosen. Andra kännetecknande är den grova pälsen och de små avrundade öronen. Med sin kraftiga kropp och korta extremiteter liknar den en björn. Huvudet är stort och brett och den har medelstora öron med en avrundad trekantig form. Ögonen är jämförelsevis små. Fötterna har fem tår och av dessa har de främre fem och de bakre fyra klor. Dess bakre kroppsdelar är försedd med tjock hud, brosk och ben och svansen är en liten naken stump. Pälsens färg varierar från gulbrun till grå och svart. Nakennosvombaten är som vuxen 70–120 cm och väger 15–35 kg.
Vombaternas tänder liknar gnagarnas och deras framtänder saknar rot och växer hela livet.. Tandformeln är I 1/1 C 0/0 P 1/1 M 4/4, alltså 24 tänder.

## Utbredning och systematik
Nakennosvombaten har ett jämförelsevis stort utbredningsområde i östra och södra Australien i den tempererade regioner, där den förekommer från den östra kustlinjen till bergsområden i södra Queensland, fram till västra South Australia och på Tasmanien.
Man skiljer på tre underarter men indelningen godkänns inte av Wilson & Reeder (2005) samt IUCN:
- Vombatus ursinus ursinus - förekom ursprungligen på alla öar i Bass Strait men förekommer idag bara på Flindersön.
- V. u. hirsutus- förekommer på Australiens fastland.
- V. u. tasmaniensis - förekommer bara på Tasmanien.

## Ekologi
Nakennosvombater lever ensamma utanför parningstiden. De gräver gryt med en ingång och ett nätverk av tunnlar under markytan. Sovplatsen bäddas med växter och ligger ofta 2 till 4 meter från ingången. Det har hittats upp till 30 meter långa gångar. Djuren är aktiva på natten, men kommer under kylare årstider även ut på dagen för att ta ett solbad. Vanligtvis sover de i sina gryt under dagen. Vombaterna är växtätare och äter gräs, rötter, lök, svampar och årsskott, som de hittar med sitt utmärkta luktsinne.
Habitatet utgörs av skogklädda kull- eller bergsregioner med bra sluttningar att bygga gryt i. Det ska även finnas tillräckligt gräs. I södra Australien förekommer djuret även i öppna landskap, till exempel hed med några buskar.
Varje nakennosvombat har ett revir som är 5 till 25 hektar stort. Reviret markeras med hjälp av djurets doftkörtlar och försvaras mot andra individer med varningläten. Trots att dessa djur huvudsaklig lever ensamma iakttogs flera vombater i samma gryt utan aggressioner. Denna art rör sig oftast långsamt och i närheten av grytet men vid fara kan den springa i 40 km/h.

### Fortplantning
Nakennosvombaten har egentligen ingen specifik parningstid men de flesta födslar sker under senhösten (april till juni i Australien). De kan para sig vartannat år. Efter den tjugo dagar långa dräktigheten föder honan en eller sällan två ungar. Dessa tillbringar de första sex till sju månaderna i moderns pung (marsupium). Ungdjuret lämnar pungen tidigast efter fem månader för första gången och även när den största delen av dagen lever utanför pungen diar den ibland sin moder genom att stoppa huvudet i pungen. Efter 12 till 15 månader slutar honan att ge di och efter två år är ungarna könsmogna.
Nakennosvombater har i motsats till andra pungdjur ett jämförelsevis långt liv. Djur i fångenskap kan bli upp till 26 år gamla.

## Hot och status
Trots att arten numera saknas i några av dess tidigare utbredningsområden är beståndet relativt flertalig. Populationen uppskattas med en miljon individer och arten räknas inte som hotad. Oberoende av detta faktum är den skyddad i alla australiska delstater utom Victoria. Där betraktas vombater som störande på grund av att de ibland förstör kaninstängsel.